# Ciprian Teleman
Ciprian Teleman (n. 27 ianuarie 1969, București, România) este un politician român și Ministrul Cercetării, Inovării și Digitalizării al guvernului Cîțu.